# Slutet på historien (film, 1955)
Slutet på historien (engelska: The End of the Affair) är en brittisk dramafilm från 1955 i regi av Edward Dmytryk. Filmen är baserad på Graham Greenes roman Slutet på historien från 1951. I huvudrollerna ses Deborah Kerr, Van Johnson, John Mills och Peter Cushing. Historien filmades på nytt 1999: Slutet på historien.

## Handling
Författaren Maurice Bendrix minns sin tid i London i slutet av andra världskriget, där han på en fest mött Sarah Miles, hustru till en bekant, Henry Miles. De inleder en affär men då Bendrix rum bombas, avslutar hon deras relation och han lider av denna förlust samt av den fördröjda chocken efter bombningarna. 
Efter deras kärlekshistorias avslut och kriget tagit slut möter Bendrix Henry på torget, denne bjuder in Bendrix på en drink i sitt hem. Henry medger nu att han misstänkt sin hustru för otrohet, han har funderat på att anlita en privatdetektiv för att undersöka vad hon gör. Bendrix erbjuder sig att agera för Henrys räkning. 

## Rollista i urval
- Deborah Kerr - Sarah Miles
- Van Johnson - Maurice Bendrix
- John Mills - Albert Parkis
- Peter Cushing - Henry Miles
- Michael Goodliffe - Smythe
- Stephen Murray - fader Crompton
- Charles Goldner - Savage
- Nora Swinburne - Mrs. Bertram
- Frederick Leister - doktor Collingwood